# Bisdom Odienné
Het bisdom Odienné (Latijn: Dioecesis Odiennensis) is een rooms-katholiek bisdom met als zetel Odienné in het noordwesten van Ivoorkust. Het is een suffragaan bisdom van het aartsbisdom Korhogo. Het bisdom werd opgericht in 1994. De hoofdkerk is de Sint-Augustinuskathedraal.
In 2019 telde het aartsbisdom 29 parochies. Het heeft een oppervlakte van 51.220 km² en telde in 2019 906.000 inwoners waarvan maar 1,5% rooms-katholiek was. 

## Bisschoppen
- Maurice Konan Kouassi (1994-2005)
- Jean Salomon Lezoutié (2005-2009)
- Antoine Koné (2009-2019)
- Alain Clément Amiézi (2022-)